# Macrostylis vemae
Macrostylis vemae là một loài chân đều trong họ Macrostylidae. Loài này được Menzies miêu tả khoa học năm 1962.